# Drosophila progastor
Drosophila progastor är en tvåvingeart inom släktet Drosophila och undersläktet Sophophora. Arten fick sin vetenskapliga beskrivning av Ian R. Bock 1976.

## Utbredning
Arten är endemisk för Australien med fynd från delstaten Queensland.

## Utseende
Kroppslängden är 2,1 mm.